# Via Aurelia
La Via Aurelia ou voie Aurélienne est le nom donné à la voie romaine construite dès le IIIe siècle av. J.-C., reliant Rome à Luni par la côte de la mer Tyrrhénienne, prolongée par la suite jusqu'en Gaule narbonnaise, où elle se raccordait près d'Arles à la voie Domitienne vers l'Espagne et à la via Agrippa vers Lyon et le nord de la Gaule.

## Histoire
La construction de la Via Aurelia est mise en œuvre à partir de 241 av. J.-C. par le consul Caïus Aurelius Cotta. Elle part de Rome, longe la côte occidentale de la péninsule italienne, passe par Pise (Pisæ) (Pise) pour arriver à Luni (Luna), près de l'actuelle ville de La Spezia.
Au fur et à mesure des conquêtes sont venus s’y rattacher des tronçons. Ainsi le consul Æmilius prolongea la voie à partir de 109 av. J.-C. Cette section devint la Via Æmilia Scauri.
Elle passait par Gênes (Genua) et Vado Ligure  (Vada Sabatia).
Après sa victoire sur les peuples des Alpes-Maritimes, l’empereur Auguste prolonge la voie, à partir de 13 av. J.-C., de Plaisance (Placentia) au fleuve Var par Vintimille. Ce tronçon de la voie aurélienne reçoit le nom de l'empereur : Via Julia Augusta.
La construction de ce tronçon de la Via Aurelia a une grande importance. Jusqu’alors, pour relier Rome à l’Hispanie par la Narbonnaise, il fallait passer par le col de Montgenèvre, puis redescendre jusqu'au Rhône le long de la vallée de la Durance pour atteindre la voie Domitienne. La soumission des peuples du sud des Alpes permet de raccourcir le trajet en passant par des zones plus praticables, sans réelle difficulté de circulation.
Le cursus publicus (le service postal) parcourait 70 kilomètres par jour, avec quatre changements de cheval.

## Itinéraire en Italie

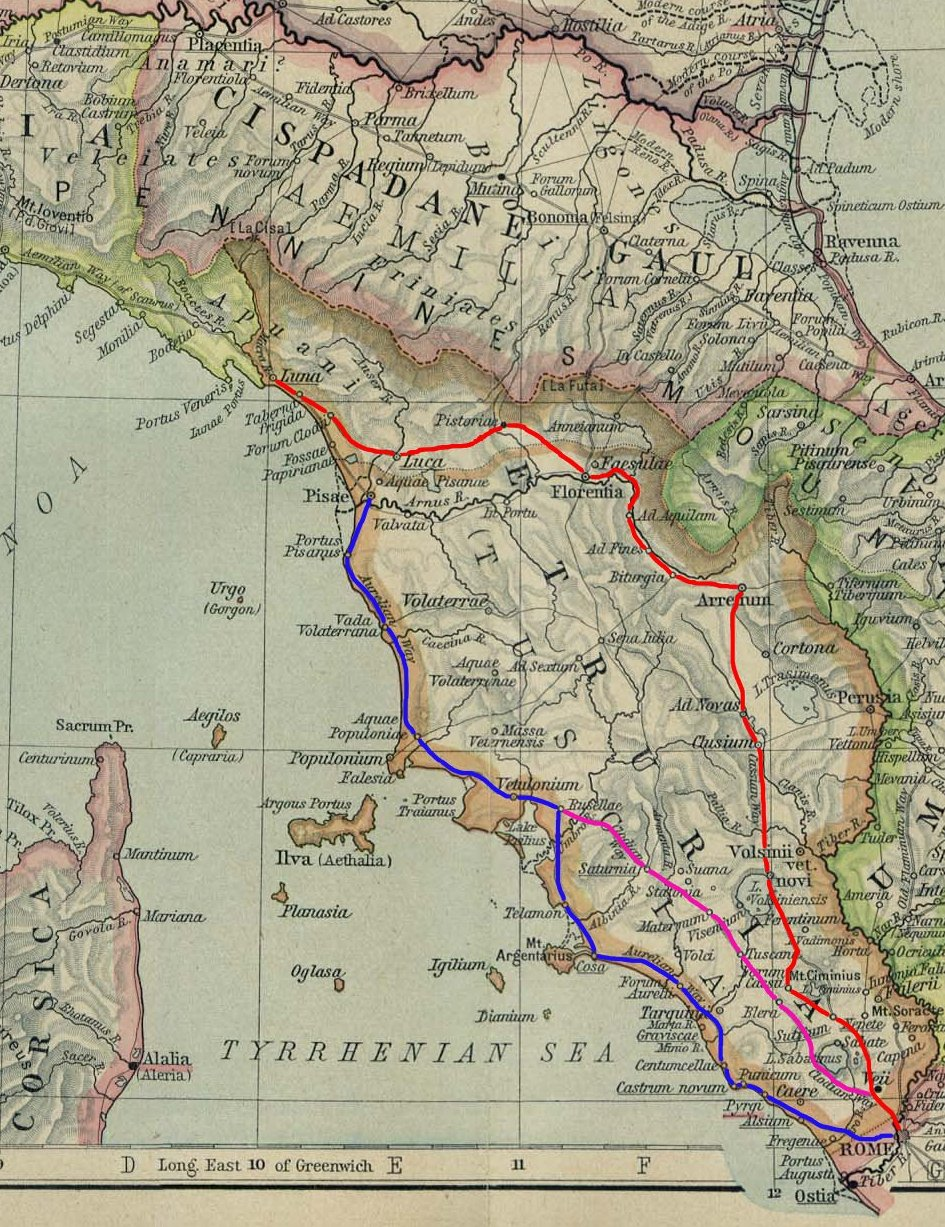
En bleu, le tronçon initial reliant Rome à Pise.

La voie Aurélienne relie d'abord Rome aux cités d'Étrurie en longeant le littoral de la mer Tyrrhénienne. 
À partir de la Ligurie, la Via Julia Augusta passe par Albingaunum/Albenga (tronçon archéologique de la Via sur six kilomètres) et Albintimilium/Vintimille (il subsiste de cette époque, près de la gare de Vintimille, le théâtre antique et des vestiges romains à proximité).

## Itinéraire en France

### Itinéraire historique
| Mausolée de Lumone Trophée des Alpes Cemenelum Antipolis Forum Julii Forum Voconii Matavo Turris Aquae Sextiae Pisavis Ernaginum Arelate |

Les voies romaines de Gaule avec la Via Julia Augusta en vert foncé.

La Via Julia Augusta suit un axe assez facilement repérable sur une carte routière. Les routes actuelles, comme c’est souvent le cas, se superposent au tracé antique ou passent à proximité.
C’est le cas de la Grande Corniche sur le littoral de la Côte d'Azur et surtout de la route départementale 17 jusqu’à Salon-de-Provence. Cependant, la voie prenait parfois des chemins parallèles encore bien matérialisés actuellement.
De nombreux vestiges (bornes milliaires particulièrement nombreuses le long de la voie) jalonnent son itinéraire et permettent de bien le délimiter.
- Cap Martin.

C’est la station de Lumone. On y a retrouvé les vestiges d’un mausolée romain. Un diverticule partait de Lumone et se dirigeait vers port Hercule (Monaco).
- Trophée des Alpes / La Turbie.

La Via Julia Augusta montait vers La Turbie, siège d’une occupation ancienne. En 6 av. J.-C., le Sénat romain décide de construire sur la colline de La Turbie le Trophée des Alpes, pour commémorer la victoire de l’empereur Auguste sur les dernières peuplades rebelles des Alpes.
C’est à partir de cette action que furent décidés le renforcement et la rénovation de l’antique voie qui passait au pied de la colline, venant d'Albintimilium / Vintimille.
Le monument était à l’origine de dimensions impressionnantes : presque cinquante mètres de hauteur. Il était surmonté d’une statue d'Auguste. Laissé à l’abandon à la fin de l’Empire romain, il subira de grandes destructions, servira de forteresse au Moyen Âge avant d’être miné en 1705 sur ordre de Louis XIV et servir de carrière.
La Via Julia Augusta se poursuivait jusqu'à Cemenelum par le vallon de Laghet et le Paillon. Il est possible qu'elle ait été doublée depuis La Turbie par un itinéraire maritime, qui serait l'actuelle grande corniche.
- Cemenelum / Cimiez.

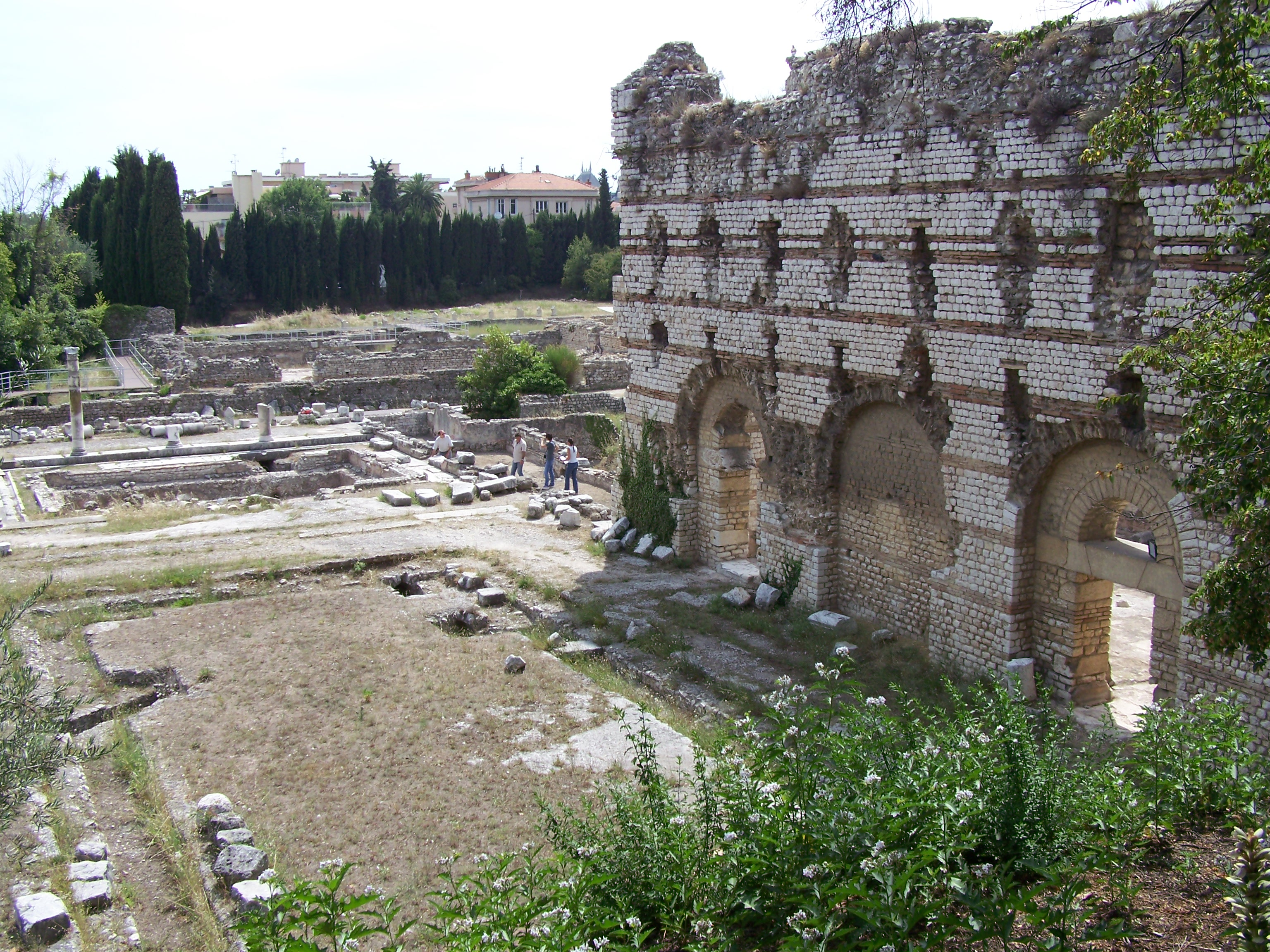
Les thermes romains de Cimiez à Cemenelum.

Sur les hauteurs de l'actuelle ville de Nice (la Nikaïa phocéenne), et les vestiges de la capitale des Ligures Vediantii, Auguste crée, en 14 av. J.-C., la ville de Cemenelum pour en faire le chef-lieu de la province romaine des Alpes-Maritimes.
Aujourd’hui, le quartier de Nice appelé Cimiez a remplacé Cemenelum. On peut y voir un ensemble gallo-romain abondant : trois thermes, un quartier d'habitations (égouts, boutiques, domus), un amphithéâtre et une cathédrale avec son baptistère paléo-chrétien.
- La Gaude.

La voie Aurélienne traverse la commune de La Gaude : la découverte le long de cette voie d'un cénotaphe romain contenant l'urne funéraire d'un légionnaire, le décurion de Vence, Cremonius Albucus, et la présence d'un vieux pont de pierre, qualifié de « pont romain », attestent de l'intérêt archéologique de la voie Aurélia dans ce secteur.
- Antipolis / Antibes.

En 43 av. J.-C., la cité grecque d'Antipolis est annexée par Rome, avec la création d'un municipe (cité soumise aux contraintes de Rome mais gouvernée par ses propres lois).
Elle se romanise vite : arc de triomphe, théâtre, aqueduc…
Après Antipolis, la voie Aurélienne suivait le tracé de l'actuelle RN 7 puis passait par le chemin de Malpey et la Tour de Mare, près du Mont Vinaigre.
- Forum Julii / Fréjus.

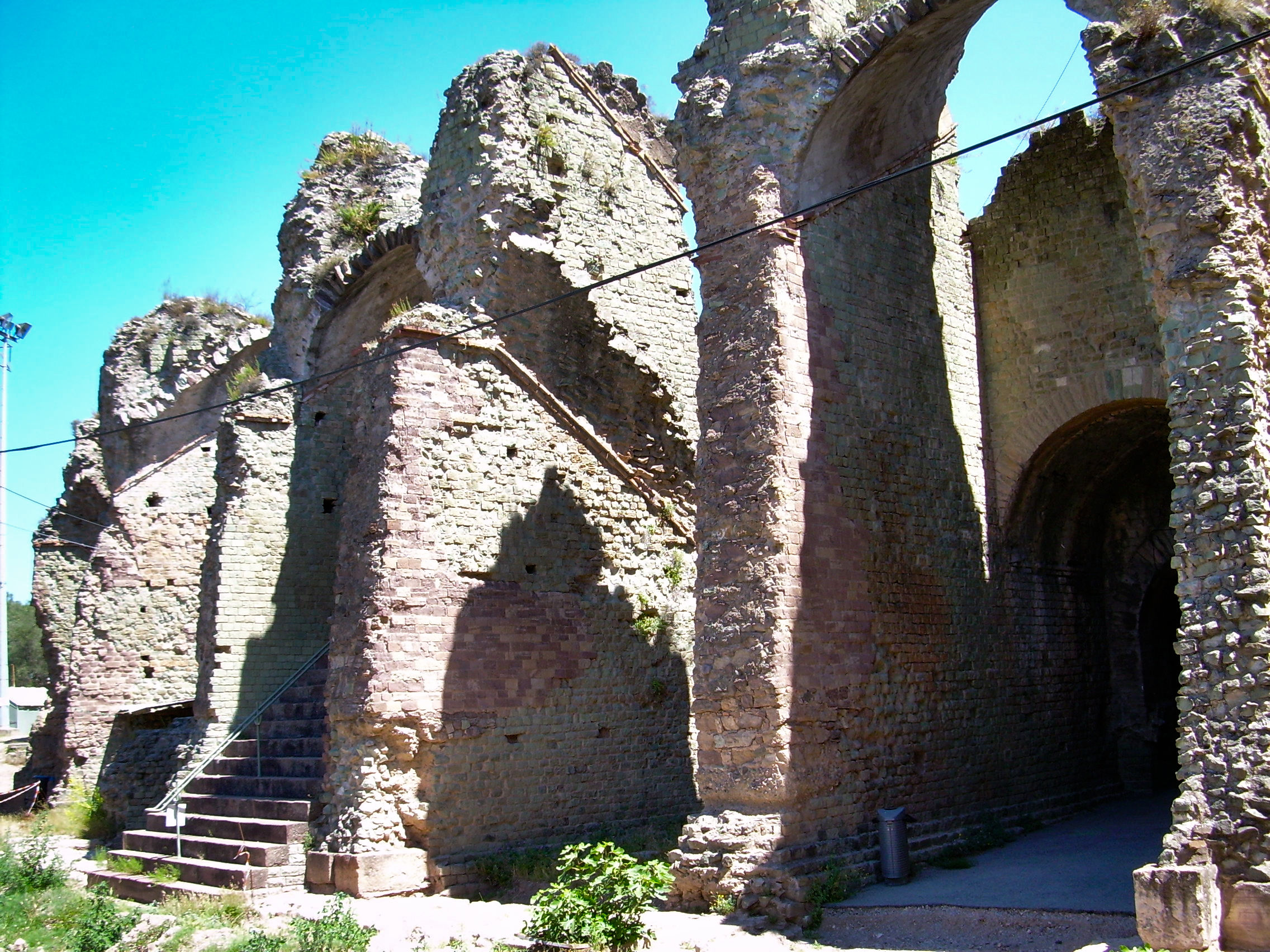
Amphithéâtre romain de Fréjus ou Forum Julii dans le Var.

Forum Julii était une grande cité de plus de 6 000 habitants qui s'étendait sur trente hectares, et qui compta des personnalités comme Agricola et Tacite.
La ville a probablement été fondée par Jules César vers 49 av. J.-C. La prospère ville commerciale devint alors un port de guerre, un des plus importants de la Méditerranée. Un canal reliait la mer à un grand bassin. Les vétérans de la VIIIe Légion s'y installèrent.
Au début du christianisme, Forum Julii devint siège épiscopal.
Les vestiges de l'époque romaine sont nombreux à Fréjus : les thermes de Villeneuve, la porte des Gaules et les remparts, l'amphithéâtre, le théâtre, l'aqueduc et les restes du port avec le bassin, la porte dorée et la lanterne d'Auguste (phare).
La voie Aurélienne suivait ensuite le cours de l'Argens et empruntait en partie l'actuelle route nationale jusqu'au mutatio du Muy et à la station de Forum Voconii / Vidauban (reste de pont) pour arriver au Luc.
Elle rejoignait ensuite Matavo / Cabasse, dont l'occupation est très ancienne. De nombreux vestiges de l'époque gallo-romaine y ont été mis au jour (nécropole et mausolée).
La voie Aurélienne rejoignait ensuite Brignoles par l'actuelle route. On a retrouvé sur son secteur quelques milliaires et une villa gallo-romaine ainsi qu'un relais de poste.
- Turris / Tourves occupait une position stratégique et on y trouvait une station et de nombreuses villæ.

La voie Aurélienne  contournait ensuite l'actuelle ville de Saint-Maximin-la-Sainte-Baume pour aller vers Pourcieux et la Grande Pugère.
Entre ces deux communes, quelques pierres constituent les restes du Trophée de Marius. L'arc de triomphe avait été érigé à la gloire du consul Marius pour sa victoire sur les Teutons en 102 av. J.-C.
- Aquæ Sextiæ / Aix-en-Provence.

La voie Aurélienne arrivait à Aquæ Sextiæ, l'actuelle ville d'Aix-en-Provence par l'est. L'histoire de la ville est intimement liée à celle de l'oppidum voisin d'Entremont.
Pour contrer la puissance des Ligures qui le peuplaient, Rome détruisit l'oppidum après un siège en 123 av. J.-C.
Puis le proconsul Sextius créa une forteresse de plaine, près des sources thermales. Il donna son nom au site, « les Eaux de Sextius ». La ville s'agrandit alors autour du camp, devint colonie en 15 av. J.-C. et vit ainsi son rôle économique croître. Au IIIe siècle, elle deviendra la capitale administrative de la Narbonnaise.
Au moment des invasions du IVe siècle, il ne reste plus de la cité que dix-sept des quarante hectares originels.
La voie Aurélienne arrive de l'est par Pourcieux (pont romain, Mont Aurélien) et passe sous la Sainte Victoire et le Cengle au niveau de Rousset.
À partir d'Aix, un embranchement partait vers Marseille, Vitrolles, Fos et Arles.
La voie Aurélienne passe par le nord d'Eguilles et se dirige vers Pisavis / Salon-de-Provence en suivant le tracé de l'actuelle départementale no 17 (milliaires de la Via Aurelia de Caseneuve et de la Bidoussanne). Pisavis était une station qui se situait au sud de Salon-de-Provence, au lieu-dit Saint-Jean-de-Bernasse où les restes d'un mur sont encore visibles dans une propriété privée.
La voie Aurélienne rejoignait Tericiae / Mouriès en traversant la plaine de la Crau (milliaires du Petit Merle, du Merle et de La Calanque), pour rejoindre le Mas d'Archimbaud, puis le mas Chabran, Le Paradou et Estoublon juste avant Ernaginum, l'actuel site de Saint-Gabriel (le plus gros nœud routier de la Gaule romaine entre Via Aurelia, Via Domitia et Via d'Agrippa). Là s'embranchait la voie qui venait d'Arelate / Arles, cité distante de VI milles selon la Table de Peutinger, soit environ 9 km (le mille faisant 1,481 km).

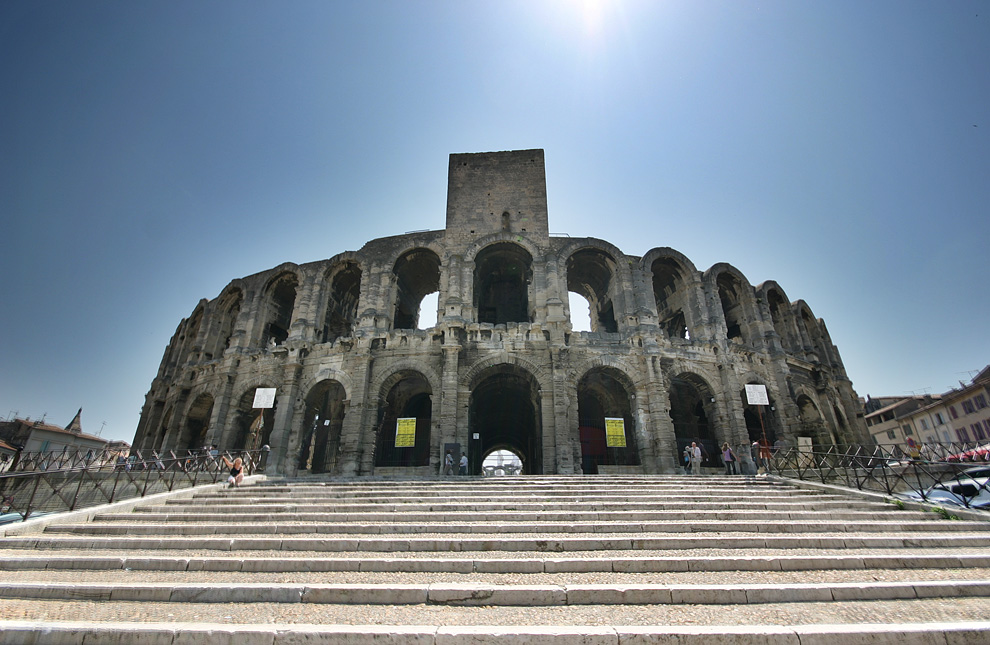
L'amphithéâtre d'Arles.

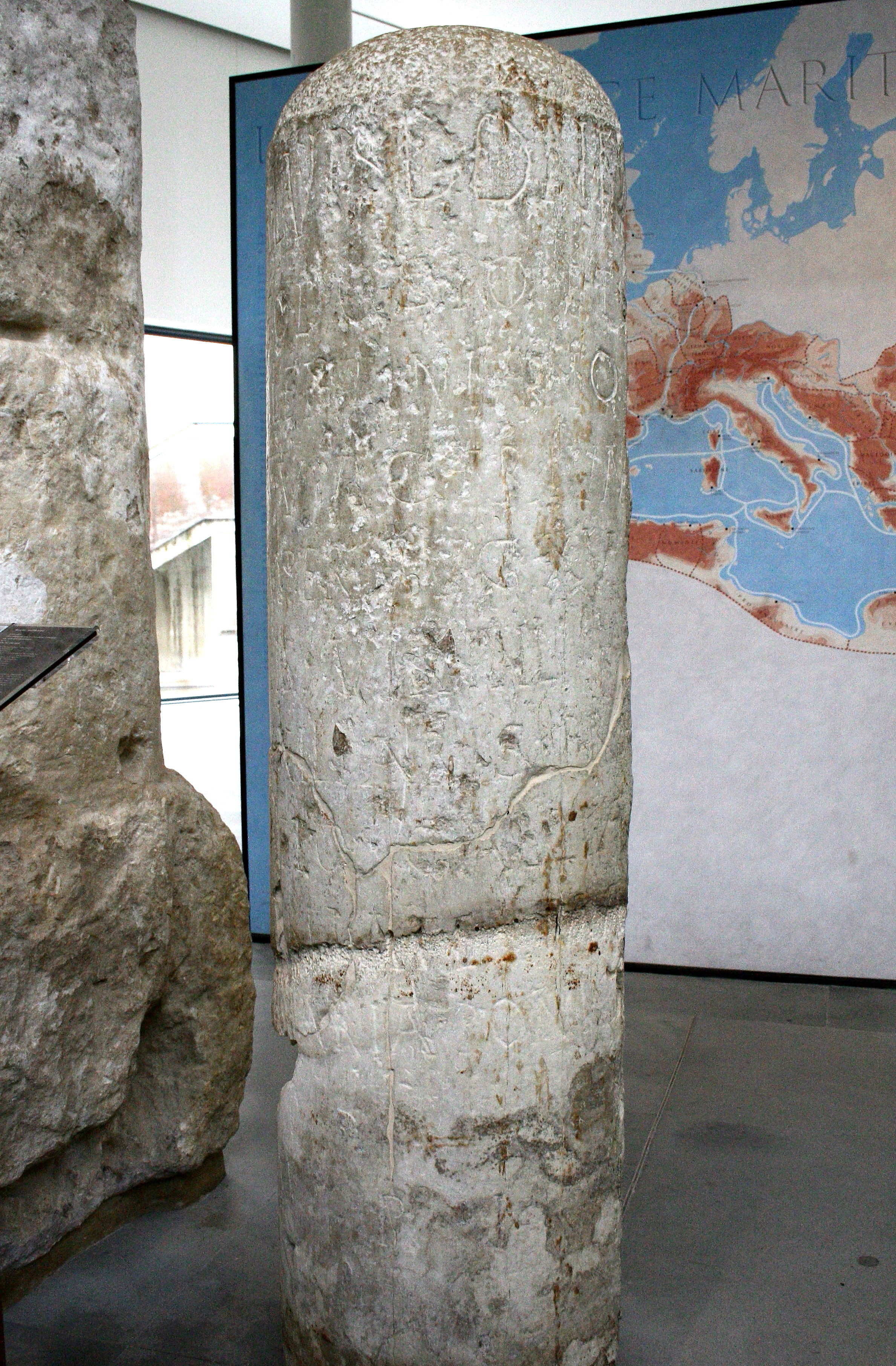
Dernière borne milliaire connue érigée en Narbonnaise. Musée de l'Arles antique.

- Arelate est « la » ville gallo-romaine par excellence. Elle avait un rôle stratégique (carrefour routier) et économique (le Rhône).

Arelate voit arriver les vétérans de la VIe Légion vers 46 av. J.-C.. Son expansion sera vite interrompue, dès la fin du IIIe siècle avec les invasions mais l'empereur Constantin Ier lui redonnera toute sa splendeur en y établissant sa résidence. Arelate était un chef-lieu de Province, Préfecture des Gaules, et possédait un important atelier monétaire. On retrouve à Arles de nombreux monuments de l'époque romaine : l'amphithéâtre (les arènes), le théâtre antique, une nécropole (les Alyscamps), le cirque (musée), les thermes de Constantin, le forum, les remparts.
À Saint-Gabriel, la voie Aurélienne rejoignait la voie Domitienne qui allait vers l'Espagne.

### Itinéraire contemporain (GR 653)
Un sentier de grande randonnée, balisé selon les standards de la Fédération française de la randonnée pédestre (FFRP), permet de parcourir un tracé utilisant largement la via Aurelia, qu'empruntaient notamment les pèlerins se rendant à Saint-Jacques-de-Compostelle en provenance d'Italie. Il s'agit du GR 653A qui rejoint en Arles le GR 653, itinéraire de la Via Tolosana.
Cet itinéraire peut également être parcouru en sens inverse (d'Arles à Menton), notamment par les pèlerins se rendant à Rome et venant du sud-ouest de le France et de l'Espagne.

## Vestiges
Certains vestiges de la voie sont protégés au titre des monuments historiques :
- Mausolée de Lumone
- Trophée des Alpes
- Bornes milliaires de la Via Julia Augusta dans les Alpes-Maritimes[5]
- Borne milliaire de Favary
- Borne milliaire de Bidoussanne
- Borne milliaire de Caseneuve
- Borne milliaire du petit Merle
- Borne milliaire du Merle
- Borne milliaire de la Calanque, classée monument historique le 1er février 1945 modifié par l'arrêté du 24 avril 2006[6]
- Borne milliaire de Maussane-les-Alpilles, au mas de Chabran
- Colonne milliaire du Paradou, classés au titre des monuments historiques le 15 mars 1909[7]
- Pont du Burlande
- Borne milliaire du château d'Estoublon à Fontvieille
- Pont romain entre Saint-Maximin-la-Sainte-Baume et Pourcieux (également sur commune de Saint-Maximin-la-Sainte-Baume)[8]